# FINA Water Polo World League 2005 (maschile)
La 4ª edizione maschile della World League di pallanuoto, organizzata dalla FINA, si è svolta tra il 16 giugno ed il 14 agosto 2005.
La formula della competizione è stata completamente rinnovata rispetto al recente passato. Vi hanno preso parte in tutto 14 nazionali, che hanno dovuto affrontare due turni di qualificazione (con la formula dei gironi unici) per accedere alla fase finale.

Sei nazionali hanno disputato la cosiddetta Super Final, disputata a Belgrado. Le squadre si sono confrontate in un girone unico che ha stabilito l'accesso alle finali.

## Turno di qualificazione

### Primo turno

#### Gruppo A
- 16 - 26 giugno, Toronto ( Canada)

|    | Squadra   | Pti | G | V | N | P | GF | GS | Diff |
| -- | --------- | --- | - | - | - | - | -- | -- | ---- |
| 1. | Ungheria  | 18  | 6 | 6 | 0 | 0 | 93 | 40 | +53  |
| 2. | Spagna    | 14  | 6 | 4 | 0 | 2 | 70 | 51 | +19  |
| 3. | Russia    | 14  | 6 | 4 | 0 | 2 | 56 | 51 | +5   |
| 4. | Grecia    | 13  | 6 | 4 | 0 | 2 | 76 | 56 | +20  |
| 5. | Australia | 10  | 6 | 2 | 0 | 4 | 52 | 29 | +23  |
| 6. | Cina      | 8   | 6 | 1 | 0 | 5 | 29 | 81 | -52  |
| 7. | Canada    | 6   | 6 | 0 | 0 | 6 | 31 | 74 | -43  |

#### Gruppo B
- 16 - 26 giugno, Long Island ( Stati Uniti)

|    | Squadra             | Pti | G | V | N | P | GF | GS | Diff |
| -- | ------------------- | --- | - | - | - | - | -- | -- | ---- |
| 1. | Serbia e Montenegro | 18  | 6 | 6 | 0 | 0 | 78 | 36 | +42  |
| 2. | Croazia             | 14  | 6 | 4 | 0 | 2 | 75 | 61 | +14  |
| 3. | Stati Uniti         | 14  | 6 | 4 | 0 | 2 | 50 | 51 | -1   |
| 4. | Italia              | 12  | 6 | 3 | 0 | 3 | 60 | 51 | +9   |
| 5. | Germania            | 12  | 6 | 3 | 0 | 3 | 55 | 58 | -3   |
| 6. | Romania             | 8   | 6 | 1 | 0 | 5 | 48 | 62 | -14  |
| 7. | Brasile             | 6   | 6 | 0 | 0 | 6 | 28 | 75 | -47  |

### Secondo turno

#### Gruppo A
- 6 - 10 luglio, Toronto ( Canada)

|    | Squadra             | Pti | G | V | N | P | GF | GS | Diff |
| -- | ------------------- | --- | - | - | - | - | -- | -- | ---- |
| 1. | Grecia              | 10  | 4 | 3 | 0 | 1 | 49 | 41 | +8   |
| 2. | Serbia e Montenegro | 10  | 4 | 3 | 0 | 1 | 43 | 28 | +15  |
| 3. | Germania            | 8   | 4 | 2 | 0 | 2 | 37 | 39 | -2   |
| 4. | Spagna              | 7   | 4 | 2 | 0 | 2 | 52 | 47 | +5   |
| 5. | Canada              | 4   | 4 | 0 | 0 | 4 | 23 | 49 | -26  |

#### Gruppo B
- 6 - 10 luglio, Long Island ( Stati Uniti)

|    | Squadra     | Pti | G | V | N | P | GF | GS | Diff |
| -- | ----------- | --- | - | - | - | - | -- | -- | ---- |
| 1. | Ungheria    | 10  | 4 | 3 | 0 | 1 | 41 | 28 | +13  |
| 2. | Croazia     | 8   | 4 | 2 | 0 | 2 | 38 | 34 | +4   |
| 3. | Russia      | 8   | 4 | 2 | 0 | 2 | 31 | 34 | -3   |
| 4. | Italia      | 8   | 4 | 2 | 0 | 2 | 33 | 35 | -2   |
| 5. | Stati Uniti | 6   | 4 | 1 | 0 | 3 | 24 | 36 | -12  |

## Super final

### Fase preliminare
Suscitando discrete polemiche, la FINA ha deciso all'ultimo momento di considerare valide ai fini della qualificazione alle finali solo le gare disputate in questo girone preliminare, anziché far ereditare alle squadre i punteggi ottenuti negli scontri diretti del secondo turno di qualificazione, come annunciato in precedenza ai media e alle federazioni.
|    | Squadra             | Pti | G | V | N | P | GF | GS | Diff |
| -- | ------------------- | --- | - | - | - | - | -- | -- | ---- |
| 1. | Serbia e Montenegro | 9   | 3 | 3 | 0 | 0 | 28 | 23 | +5   |
| 2. | Ungheria            | 7   | 3 | 2 | 0 | 1 | 38 | 29 | +9   |
| 3. | Croazia             | 7   | 3 | 2 | 0 | 1 | 31 | 22 | +9   |
| 4. | Germania            | 5   | 3 | 1 | 0 | 2 | 26 | 38 | -12  |
| 5. | Grecia              | 4   | 3 | 1 | 0 | 2 | 20 | 28 | -8   |
| 6. | Russia              | 3   | 3 | 0 | 0 | 3 | 20 | 23 | -3   |

- 11 agosto

| Grecia              | 10 - 8 (rig.) | Russia   |
| Serbia e Montenegro | 10 - 8        | Croazia  |
| Germania            | 10 - 16       | Ungheria |

- 12 agosto

| Grecia              | 11 - 15 | Ungheria |
| Serbia e Montenegro | 10 - 8  | Russia   |
| Germania            | 8 - 15  | Croazia  |

- 13 agosto

| Serbia e Montenegro | 8 - 7 | Ungheria |
| Grecia              | 4 - 8 | Croazia  |
| Germania            | 8 - 7 | Russia   |

### Finali

#### 5º posto
- 14 agosto

| Grecia | 14 - 9 | Russia |

#### 3º posto
- 14 agosto

| Croazia | 8 - 10 | Germania |

#### 1º posto
- 14 agosto

| Serbia e Montenegro | 16 - 6 | Ungheria |

## Classifica finale
| Pos. | Squadra             |
| ---- | ------------------- |
|      | Serbia e Montenegro |
|      | Ungheria            |
|      | Germania            |
| 4    | Croazia             |
| 5    | Grecia              |
| 6    | Russia              |

## Classifica marcatori
|  | Gol | Marcatore           | Squadra             |
|  | --- | ------------------- | ------------------- |
|  | 56  | Aleksandar Šapić    | Serbia e Montenegro |
|  | 36  | Heiko Nossek        | Germania            |
|  | 33  | Péter Biros         | Ungheria            |
|  | 29  | Teo Đogaš           | Croazia             |
|  | 28  | Miho Bošković       | Croazia             |
|  | 25  | Mark Politze        | Germania            |
|  | 24  | Guillermo Molina    | Spagna              |
|  | 23  | Chrīstos Afroudakīs | Grecia              |
|  |     | Alberto Angelini    | Italia              |